# Пяденица-обдирало
Пяденица-обдирало, или листопадная пяденица (лат. Erannis (Hibernia) defoliaria) — бабочка из семейства пядениц.

## Описание

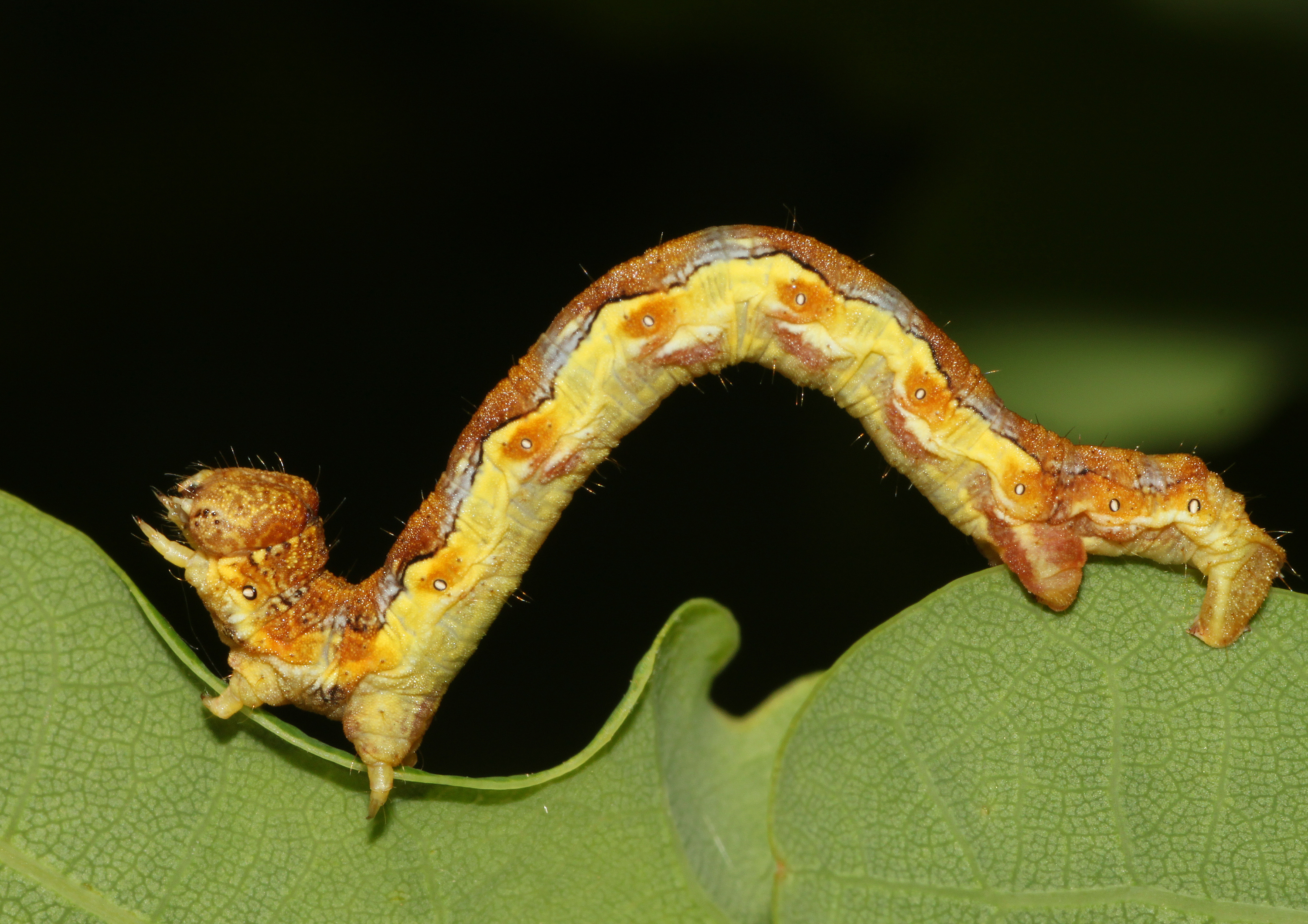
Гусеница в движении

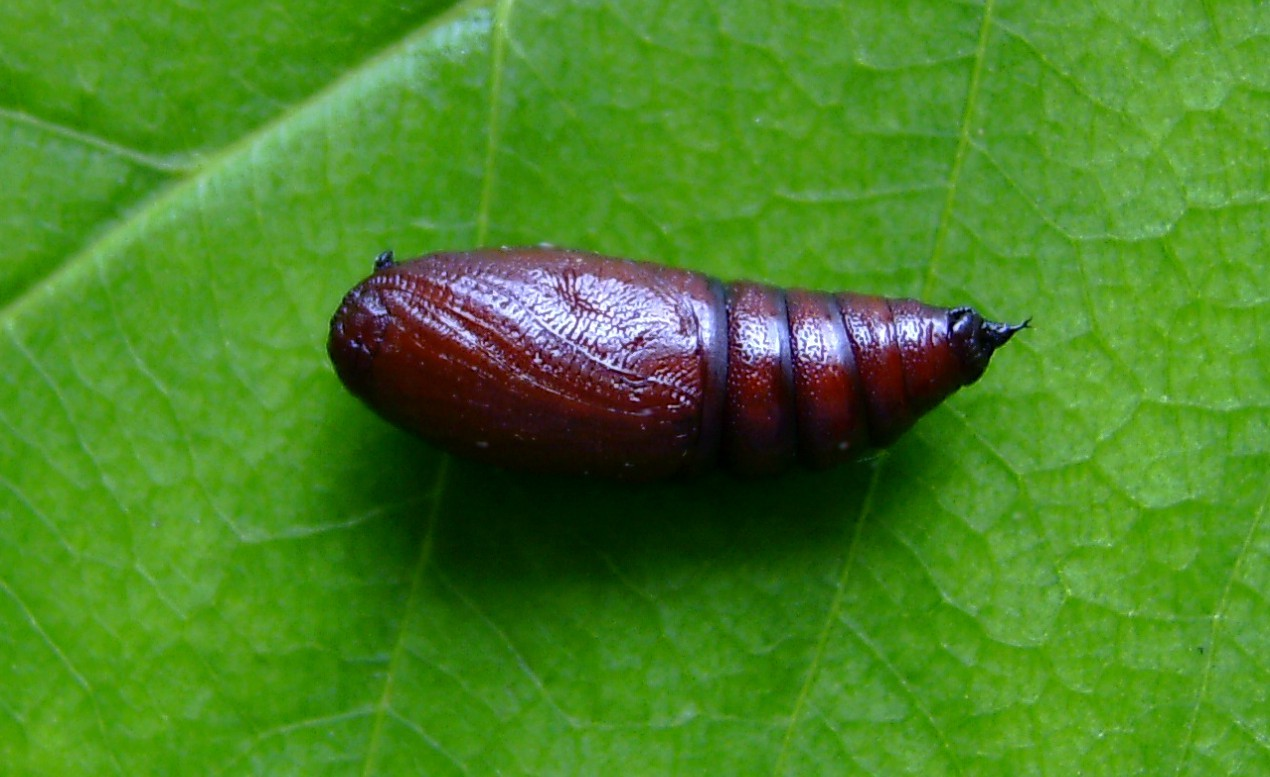
Ку́колка

Самец с большими, удлинёнными крыльями; передние крылья соломенно-жёлтого цвета, а иногда и тёмные, у основания и у оторочки коричневые, со срединным чёрным пятном. В размахе 4—5 см. Самцы бабочек охотно летят на свет, как и многие ночные бабочки. Самка бескрылая, по цвету белая с чёрными точками. Летает осенью — с двадцатых чисел сентября и до середины октября; самки в это время вползают по стволам деревьев вверх, чтобы отложить свои желтоватые яички под чешуйки почек. Яички зимуют, а весной гусеницы объедают почки, особенно цветочные, чем сильно вредят плодовым садам. Взрослая гусеница — буроватая или желтоватая, с жёлтой боковой полосой и темно-бурыми пятнами; водится на разных лиственных и плодовых деревьях. Окукливается в июне-июле в земле. Лучшие меры против этой пяденицы — накладывание в августе ловчих (клейких) колец на стволы деревьев, чтобы не дать самкам всползти на деревья.